# Цендровский, Владимир Михайлович
Владимир Михайлович Цендровский (19 июня 1924, Муром — 2 марта 2012, Нижний Новгород) — советский и российский музыковед, педагог, профессор Нижегородской (Горьковской) консерватории. Кандидат искусствоведения (1971). Член Союза композиторов СССР (с 1965).

## Биография
Цендровский родился в Муроме Владимирской области. Музыкой стал заниматься с десяти лет с частным педагогом. В музыкальное училище г. Горького поступил незадолго до начала Великой Отечественной войны. Был призван в армию, но из-за плохого зрения был отправлен на военный завод. Позже вернулся в училище и окончил его в 1946 году. В училище он занимался сначала на фортепианном отделении, а затем перешел на теоретическое. Среди его педагогов были Анна Львовна Лазерсон (фортепиано), Леонид Николаевич Соколов (теория музыки), Александр Абрамович Коган (гармония), Вера Ивановна Федосеева и Таисия Ивановна Агринская (история музыки).
В 1946 году Цендровский поступил в только что открытую Горьковскую государственную консерваторию на историко-теоретический факультет, который окончил в 1951-м (это был первый выпуск вуза) по классу профессора И. В. Способина. Тема дипломной работы — «Увертюры и вступления к операм П. И. Чайковского». Своё образование он продолжил в Московской консерватории, тоже в классе И. В. Способина, а после его смерти в классе профессора В. А. Цуккермана. В 1957 году он завершил аспирантуру, а в 1971-м защитил диссертацию «Увертюры и вступления к операм Н. А. Римского-Корсакова». Через три года вышла его одноименная книга на основе диссертации. Кроме этого им написана монография о горьковском композиторе и его коллеге по консерватории Аркадии Александровиче Нестерове.
Педагогическую деятельность в Горьковском музыкальном училище начал еще будучи студентом консерватории. После окончания Горьковской консерватории, с 1952 года, стал в ней преподавать, вначале как ассистент профессора И. В. Способина. Среди преподаваемых предметов гармония, сольфеджио, специальный класс, позднее — методика преподавания гармонии. С 1974 года и до своей кончины он возглавлял кафедру теории музыки Горьковской (Нижегородской) консерватории, приняв ее от И. В. Елисеева. В издании «В. М. Цендровский. Музыкант. Педагог. Ученый» приводится список дипломных и диссертационных работ, выполненных под его руководством с 1955 по 2004 годы. Среди диссертаций названы «Симфоническое творчество Б. Тищенко. Проблемы драматургии и стиля» В. Н. Сырова, «Музыкальная драматургия кантатно-ораториальных и хоровых сочинений Г. Свиридова» В. А. Маториной, «Однотерцовые отношения в гармонии» Л. С. Климентовой. Также Владимир Михайлович на протяжении многих лет был ученым секретарем Совета консерватории, заместителем председателя правления Нижегородской региональной композиторской организации.
Цендровский неоднократно публиковал свои труды в научных сборниках, его интересовали проблемы гармонии и музыкальной формы в творчестве Н. Римского-Корсакова, Г. Галынина, Г. Свиридова. Последнему он посвятил ряд исследований, ставших одними из первых обобщающих работ по особенностям стилистики композитора. Среди них «Принцип концентрации в музыкальном языке Свиридова», «Техника диссонансов в гармонии Свиридова». Цендровский — автор очерка о научно-теоретических взглядах его педагога И. В. Способина, опубликованного в сборнике «И. В. Способин. Музыкант. Педагог. Ученый». Также он был редактором книг «Римский-Корсаков и русская народная песня» С. В. Евсеева и «Александр Касьянов» И. В. Елисеева; редактором-составителем научных сборников «Проблемы музыки XX века» (главный редактор), «Проблемы музыкальной драматургии XX века».
В. М. Цендровский был одним из активных организаторов и председателем жюри музыковедческих олимпиад музыкальных училищ Верхне-Волжского региона, которые проводились Нижегородской (Горьковской) консерваторией с 1992 года во Владимире, Ярославле, Иваново, а в последнее время — в Нижнем Новгороде. Также он был председателем государственных экзаменационных комиссий различного ранга — во Владимире, Иваново, Ярославле, Казани.
К его восьмидесятилетию в 2004 году Нижегородской консерваторией был выпущен сборник «В. М. Цендровский. Музыкант, ученый, педагог», в котором опубликованы воспоминания о нем, поздравления, статьи его коллег и выпускников его класса. В этом же сборнике размещено интервью «Владимир Михайлович Цендровский вспоминает», которое подготовил его коллега и ученик, профессор Нижегородской консерватории В. Н. Сыров. В 2016 г. фрагмент этой беседы был опубликован в журнальной статье .
Цендровский скончался 2 марта 2012 года в Нижнем Новгороде. Похоронен на Федяковском кладбище.
В феврале 2025 года Нижегородская консерватория впервые провела Международные Цендровские научно-методические чтения «Инновационные методики в преподавании теоретических дисциплин на разных ступенях музыкального образования», посвятив их памяти учёного.

## Основные труды
- Цендровский, В. М. Увертюры и вступления к операм Римского-Корсакова / В. М. Цендровский. — Москва : Музыка, 1974. — 147 с.
- Цендровский, В. М. Аркадий Нестеров / В. М. Цендровский; [ред. Ю. Пелихова]. — Москва : Советский композитор, 1975. — 158 с.
- Цендровский, В. М. Научно-теоретические взгляды И. В. Способина / В. Цендровский // И. В. Способин : музыкант. Педагог. Ученый : сборник статей и материалов. — Москва : Музыка, 1967. — С. 10-48.
- Цендровский, В. М. Принцип концентрации в музыкальном языке Свиридова / В. Цендровский // Георгий Свиридов : сборник статей /составление и общая редакция Д. В. Фришмана. — Москва : Музыка, 1971. — С. 125—148.
- Цендровский, В. М. Заметки о гармонии Галынина / В. Цендровский // Герман Галынин. Сборник статей. — Москва : Советский композитор, 1979. — С. 182—204.
- Цендровский, В. М. Гармония в звуковысотной организации музыки (лекция по курсу гармонии) / В. М. Цендровский. — Нижний Новгород : Нижегородская государственная консерватория имени М. И. Глинки, 2004. — 23 с.
- Цендровский, В. М. Игорь Владимирович Способин и его деятельность в Нижегородской консерватории // Имена музыкальной эпохи. Нижний Новгород: Изд-во ННГК им. М. И. Глинки, 2007. С. 5-11
- Цендровский, В. М. Ладовая организация музыки. Ладовый звукоряд // Актуальные проблемы высшего музыкального образования : журнал. — 2010. — № 3 (15). — С. 4—13.
- Цендровский, В. М. Парадоксы тонического трезвучия // Актуальные проблемы высшего музыкального образования : журнал. — 2012. — N 5. — С. 14—15.

- Проблемы музыки XX века: сборник статей / Горьковская гос. консерватория им. М. И. Глинки ; [Ред. коллегия: В. М. Цендровский (гл. ред.) и др.]. — Горький : Волго-Вятское книжное изд-во, 1977. — 320 с.

## Награды и звания
- Заслуженный деятель искусств РСФСР (1986)
- Орден Почёта[11] (26 января 1998)